# David Gans
David Gans (em hebraico:  דָּוִד בֶּן שְׁלֹמֹה גנז; Lippstadt, 1541 — Praga, 25 de agosto de 1613) foi um matemático astrônomo e historiador judeu. É o autor de "Tzemach David" (1592).
Está sepultado no Cemitério Judeu de Praga.